# Megachile moera
Megachile moera är en biart som beskrevs av Cameron 1902. Megachile moera ingår i släktet tapetserarbin, och familjen buksamlarbin. Inga underarter finns listade i Catalogue of Life.